# Särgar
Särgar är varandra näraliggande sjöar i Arjeplogs kommun i Lappland som ingår i Umeälvens huvudavrinningsområde.
- Särgar (Arjeplogs socken, Lappland, 730943-157952), sjö i Arjeplogs kommun, 65°52′58″N 17°32′40″Ö / 65.8828°N 17.5445°Ö (23,9 ha)
- Särgar (Arjeplogs socken, Lappland, 730995-157914), sjö i Arjeplogs kommun, 65°52′49″N 17°32′24″Ö / 65.8802°N 17.5399°Ö
- Särgar (Arjeplogs socken, Lappland, 731038-157863), sjö i Arjeplogs kommun, 65°53′03″N 17°31′44″Ö / 65.8842°N 17.529°Ö